# 南运河
南运河是京杭大运河从天津到至山东德州的四女寺水利枢纽，
利用原有的卫河加以疏通而成。水流自南而北，至天津汇入海河，流进渤海。
最初南运河是从天津到至山东临清的一段，全长524公里。1946年3月1日，冀南区在临清建立卫运河河务局，从山东临清到至山东德州的四女寺水利枢纽的一段改为京杭大运河的卫运河。